# Лофгрен, Эстер
Эстер Рут Лофгрен (англ. Esther Ruth Lofgren; род. 28 февраля 1985, Лонг-Бич, Калифорния) — американская гребчиха, выступавшая за сборную США по академической гребле в период 2006—2013 годов. Чемпионка летних Олимпийских игр в Лондоне, двукратная чемпионка мира, победительница многих регат национального и международного значения.

## Биография
Эстер Лофгрен родилась 28 февраля 1985 года в городе Лонг-Бич, штат Калифорния. Детство провела в Ньюпорт-Бич, во время учёбы в местной старшей школе играла в волейбол и баскетбол. 
Заниматься академической греблей начала в 1998 году в Ньюпортском водном центре, где в течение одного сезона тренировалась под руководством известного швейцарского гребца Ксено Мюллера. Во время учёбы в Гарвардском университете продолжала заниматься греблей, состояла в университетском гребном клубе «Рэдклифф Крю», регулярно принимала участие в различных студенческих регатах, в том числе в чемпионате Национальной ассоциации студенческого спорта. Позже проходила подготовку в Гребном тренировочном центре Соединённых Штатов в Принстоне.
Впервые заявила о себе на международной арене в 2006 году, выиграв золотую медаль в распашных рулевых восьмёрках на молодёжном мировом первенстве в Бельгии. В том же сезоне вошла в основной состав американской национальной сборной и побывала на взрослом чемпионате мира в Итоне, откуда привезла награду бронзового достоинства, выигранную в зачёте безрульных четвёрок — в финале её обошли экипажи из Австралии и Китая.
В 2007 году в парных четвёрках одержала победу на молодёжном мировом первенстве в Глазго.
В 2008 году в восьмёрках отметилась победой на этапе Кубка мира в Люцерне, тогда как в безрульных четвёрках стала серебряной призёркой на мировом первенстве в Линце, пропустив вперёд только белорусских спортсменок.
В 2009 году добавила в послужной список серебряные медали, полученные в восьмёрках на этапе Кубка мира в Люцерне и в безрульных четвёрках на мировом первенстве в Познани.
На чемпионате мира 2010 года в Карапиро была лучшей в восьмёрках. Также в этом сезоне в той же дисциплине взяла золото на этапе Кубка мира в Люцерне.
В 2011 году в восьмёрках победила на мировом первенстве в Бледе, став таким образом двукратной чемпионкой мира по академической гребле.
Благодаря череде удачных выступлений удостоилась права защищать честь страны на летних Олимпийских играх 2012 года в Лондоне. В восьмёрках совместно с Эрин Кафаро, Жужанной Франсия, Тейлор Ритцель, Меган Мусницки, Элеанор Логан, Кэролайн Линд, Кэрин Дэвис и рулевой Мэри Уиппл заняла первое место в финале, обогнав ближайших преследовательниц из Канады более чем на секунду, и тем самым завоевала золотую олимпийскую медаль.
После лондонской Олимпиады Лофгрен ещё в течение некоторого времени оставалась в составе гребной команды США и продолжала принимать участие в крупнейших международных регатах. Так, в 2013 году она выступила на чемпионате мира в Чхунджу, где в программе парных четвёрок показала в финале пятый результат.
Впоследствии проявила себя как спортивный администратор и общественный деятель, вела работу в Американской федерации гребного спорта, Олимпийском комитете США и других спортивных организациях. В 2015 году вышла замуж за Джейкоба Барретта.